# Хичкок, Томас (младший)
Томас Хичкок младший (англ. Thomas Hitchcock Jr.); (11 февраля 1900 – 18 апреля 1944) ― американский лётчик, игрок в поло, участник Олимпийских игр. Лауреат Музея поло и зала славы (англ. Museum of Polo and Hall of Fame). Погиб в авиакатастрофе во время Второй мировой войны.

## Биография
Родился в Айкене, Южная Каролина. Учился игре в поло у своих родителей, Луизы и Томас Хичкока-старшего. Его отец был тренером лошадей при Национальном музее скачек и зала славы, одним из учредителей Медоубрукского клуба игроков в поло на Лонг-Айленде, Нью-Йорк, а также капитаном американской команды в первом Международном кубке поло, состоявшемся в 1886 году. Томми-младший сыграл в своем первом турнире в возрасте 13 лет, выступая за Медоубрукский клуб игроков в поло, который одержал победу на американском чемпионате юниоров 1916 года.
Хичкок учился в колледже Святого Павла в Конкорде, где он играл в составе школьных команд по футболу и хоккею. После избрания президентом шестого класса, Хичкок решил бросить школу и пойти добровольцем в Воздушный корпус «Лафайет», который принимал участие в боевых действиях во Франции во время Первой мировой войны. Хичкок был сбит и взят в плен немцами, но бежал из плена, выпрыгнув из поезда. Пешком, прячась в лесах в дневное время, он прошёл более ста миль за восемь ночей и достиг швейцарской границы.
После войны Хичкок вернулся на учебу в Гарвардский университет, а затем перевёлся в Оксфордский университет. Был капитаном победоносной сборной США, выступившей в 1921 году на Международном кубке по поло. С 1922 по 1940 год, Хичкок имел максимальный рейтинг в 10 очков. Играя совместно с такими известными звёздами, как Пит Боствик, Джок Уитни, и Джеральд Болдинг, он был капитаном четырёх команд в Американских национальных открытых чемпионатах 1923, 1927, 1935 и 1936 годов.
Томми Хичкок младший также был прототипом двух героев произведений Фрэнсиса Скотта Фицджеральда: Тома Бьюкенена из «Великого Гэтсби» (1925) и Томми Барбана из «Ночь нежна» (1934).
Хичкок был женат на Маргарет Меллон, дочери Уильям Лаример Меллон. Свадьба состоялась в Нью-Йорке 15 декабря 1928 года. У них были четверо детей: дочери Луиза Юстис Хичкока, Маргарет Меллон Хичкок, а также близнецы Томас Хичкок III и Уильям Меллон Хичкок.
Был близким другом Роберта Лемана (который тоже играл в поло), и в 1937 году стал партнёром в его инвестиционном банке Lehman Brothers.
Служил в звании подполковника в Военно-воздушных силах армии США во время Второй мировой войны при посольстве США в Лондоне в качестве помощника лётного атташе.Сыграл важную роль в развитии конструкции истребителя Р-51 Mustang, особенно в плане замены двигателя Allison на Packard V-1650, который был модификацией Rolls-Royce Merlin. Хичкок погиб в авиакатастрофе во время испытания одного такого летательного аппарата вблизи Солсбери, Уилтшир, Англия, когда не смог выйти из пикирования. Семье Хичкока о его смерти сообщил посол США в Великобритании Джон Уайнант, который также был выпускником колледжа Святого Павла.

## Наследие
Сразу после своего основания в 1990 году, имя Томаса Хичкока младшего было посмертно внесено в почётный список Музея поло и зала славы.